# Ultimate Prince
Ultimate Prince es un álbum recopilatorio del músico estadounidense Prince, lanzado el 22 de agosto de 2006 por Warner Bros. Records.

## Lista de canciones
Disco 1
1. "I Wanna Be Your Lover" – 2:57
2. "Uptown" – 4:09
3. "Controversy" – 7:15
4. "1999" – 3:37
5. "Delirious" – 2:38
6. "When Doves Cry" – 3:47
7. "I Would Die 4 U" – 2:56
8. "Purple Rain" – 8:40
9. "Sign o' the Times" – 3:42
10. "I Could Never Take the Place of Your Man" – 3:39
11. "Alphabet St." – 5:38
12. "Diamonds and Pearls" – 4:19
13. "Gett Off" – 4:31
14. "Money Don't Matter 2 Night" – 4:47
15. "7" – 5:08
16. "Nothing Compares 2 U" – 4:57
17. "My Name Is Prince" – 4:03

Disco 2
1. "Let's Go Crazy" – 7:36
2. "Little Red Corvette" – 8:22
3. "Let's Work" – 8:02
4. "Pop Life" – 6:18
5. "She's Always in My Hair" – 6:31
6. "Raspberry Beret" – 6:34
7. "Kiss" – 7:16
8. "U Got the Look" – 6:40
9. "Hot Thing" – 8:30
10. "Thieves in the Temple" – 8:08
11. "Cream" – 4:50